# جاكوبي إلسبري
جاكوبي إلسبري (مواليد 11 سبتمبر 1983) هو لاعب كرة القاعدة أمريكي معتزل سبق أن لعب في أندية بوسطن (ريد سوكس) ونيويورك يانكيز.